# Anthony Ashley Cooper
Anthony Ashley Cooper (26 de febrer de 1671, Londres; 4 de febrer de 1713, Nàpols), fou 3r comte de Shaftesbury, polític, filòsof i anglès.
Shaftesbury fou un dels majors representants de la Il·lustració al seu país. Autor d'“Assaig sobre el mèrit i la virtut” (1699) i “Característiques d'homes, costums, opinions i temps” (1711), com a filòsof Shaftesbury confia en la naturalesa humana i desenvolupa la idea d'una religió natural. La seva ètica es basa en el sentiment, que per a ell és una vivència interior que fa tendir l'individu cap al bé propi i el de l'espècie, que, per "simpatia", produeix l'harmonia de la vida social. Per a Shaftesbury l'home té una facultat innata per a jutjar les accions i les personalitats, i decidir la seva qualificació moral. Influït per idees gregues i del Renaixement, la seva ètica està impregnada d'esteticisme. La seva obra influí molt a Gran Bretanya, a la França il·lustrada -especialment Diderot- i al classicisme alemany, de Herder a Goethe.